# Beierse gentiaan
De Beierse gentiaan (Gentiana bavarica) is een plant de gentiaanfamilie. De plant komt voor in de Alpen en de Karpaten. 
De plant is herkenbaar aan zijn kleine, ovale blaadjes, en de fijne, licht- tot diepblauwe, okselstandige, buisvormige bloemen met een gekielde kelkbuis.

## Naamgeving enetymologie
- Synoniemen: Calathiana bavarica (L.) Holub, Ericala bavarica Gray, Ericoila bavarica Borkh., Gentiana serpyllifolia Lam., Gentianusa serpillifolia (Lam.) Pohl, Gonipia rotundifolia Raf.

- Duits: Bayerischer Enzian
- Engels: Bavarian gentian
- Frans: Gentiane de Bavière

De botanische naam Gentiana is ontleend aan Gentius, koning van Illyrië, die de genezende eigenschappen ontdekt zou hebben. De soortaanduiding bavarica verwijst naar de vindplaats Beieren.

## Kenmerken
De Beierse gentiaan is een zodevormende, overblijvende, kruidachtige plant, 5 tot 15 cm hoog, met een wortelrozet en een korte, rechtopstaande bloemstengel voorzien van kruisgewijs tegenoverstaande stengelbladeren. De bladeren zijn klein, lichtgroen, ovaal, ei- of omgekeerd eivormig, met de grootste breedte ongeveer in het midden van het blad, een gave bladrand, een afgeronde top en één enkele nerf.
De bloemen staan alleen of tot met drie samen in de oksels van de bovenste stengelbladeren. Ze zijn vijftallig. De kelkblaadjes zijn gefuseerd tot een opgeblazen kelkbuis met vijf lange, spitse, gekielde of licht gevleugelde tanden, ongeveer twee derde van de lengte van de kroon. De kroon is tot 3 cm lang, opgericht, buisvormig, met vijf uitgespreide, stomp eivormige slippen, licht- tot diepblauw.
De plant bloeit van juni tot september.

## Gelijkende en verwante soorten
De Beierse gentiaan kan van de gelijkende voorjaarsgentiaan (Gentiana verna) onderscheiden worden door de bloeitijd (later in de zomer) en de kleine, ovale blaadjes, en van de Triglav-gentiaan (Gentiana terglouensis) door de wat grotere bloem met afgeronde in plaats van spitse bloemslippen.

## Habitaten verspreiding
De Beierse gentiaan groeit bij voorkeur in de subalpiene en alpiene zone van hooggebergtes, op vochtige graslanden, moerassen, puinhellingen en rotsen, vooral op zure bodems, tot op een hoogte van 3600 m.
Het verspreidingsgebied van de Beierse gentiaan is beperkt tot de Alpen en de Karpaten.
... · 
G. acaulis (Kochs gentiaan) · 
G. angustifolia (Smalbladige gentiaan) · 
G. asclepiadea (Zijdeplantgentiaan) · 
G. bavarica (Beierse gentiaan) · 
G. clusii (Grootbloemige gentiaan) · 
G. cruciata (Kruisbladgentiaan) · 
G. lutea (Gele gentiaan) · 
G. nivalis (Sneeuwgentiaan) · 
G. pneumonanthe (Klokjesgentiaan) · 
G. punctata (Gestippelde gentiaan) · 
G. purpurea (Purpergentiaan) · 
G. sino‑ornata (Chinese herfstgentiaan) · 
G. terglouensis (Triglav-gentiaan) · 
G. utriculosa (Blaasgentiaan) · 
G. verna (Voorjaarsgentiaan) · 
· ...